# Ousmane Ibrahima Sall
Pour les articles homonymes, voir Ibrahima Sall et Sall.
Le vice-amiral (cr) Ousmane Ibrahima Sall, né le 4 novembre 1953 à Darou Mousty, a été sous-chef d'état-major général des Armées de la République du Sénégal et ancien Chef d'état-major de la Marine.

## Carrière
Il a été aide de camp du président Abdou Diouf succédant au général Boubacar Wane qui occupera par la suite les fonctions de Chef d’État-major particulier du Président de la République puis de directeur du Centre national de coordination et des activités du renseignement (CENCAR). Le président Abdoulaye Wade prend un autre marin Cheikh Bara Cissokho comme aide de camp.
En 2000, il est nommé adjoint logistique du Sous-chef d'état-major général des Armées le colonel Talla Niang, le Chef d'état-major général des armées (CEMGA) de l'époque étant le général Babacar Gaye. 
Le 15 octobre 2002, il est nommé Chef d'état-major de la Marine en remplacement du capitaine de vaisseau Ousseynou Kombo. C'est sous son commandement que la base navale de Dakar a été baptisée Base navale Amiral Faye Gassama en janvier 2007.
Depuis 2008, il est Sous-chef d'état-major général des Armées en remplacement du général Abdel Kader Gueye. Il assiste le général Abdoulaye Fall actuel Chef d'état-major général des armées.
L'amiral Sall est titulaire de plusieurs décorations nationales et étrangères dont la Légion d'honneur qui lui a été remise par Jean-Marie Bockel en avril 2008.
L'amiral Sall est, depuis 2012, le Grand Chancelier de l'ordre national du Lion du Sénégal en remplacement du général Dia.